# Partido Nacional Británico
El Partido Nacional Británico (en inglés: British National Party, siglas BNP) es un partido político británico de extrema derecha fundado en 1982 por John Tyndall. Actualmente está liderado por Adam Walker. En las elecciones europeas de mayo de 2014, su anterior líder, Nick Griffin, perdió su escaño en el parlamento europeo. En julio, después de una competencia por la presidencia del partido, Adam Walker fue elegido como líder. En octubre, Nick Griffin fue expulsado del partido debido a comentarios despectivos que le hizo a un colega miembro.

## Apariciones
En 2009 sacan la campaña '"British jobs for british workers" (Empleos británicos para trabajadores británicos), influenciados por un discurso del entonces primer ministro Gordon Brown. La izquierda política considera que es una actitud xenófoba y populista en un intento de atraerse a los trabajadores en paro por la crisis. En Lincolnshire, los trabajadores de la refinería petrolífera se pusieron en huelga porque, al parecer, la empresa gestora de la refinería priorizó contratos para trabajadores portugueses e italianos.  El BNP, fallidamente, trató de obtener rédito político y presentó la campaña "British jobs for British workers" (Trabajos británicos para trabajadores británicos), aunque finalmente resultó ser un fracaso.

## Representación
Hasta 2008 ha sido un partido sin representación, aunque en algunos enclaves es la segunda fuerza más votada, pero debido a la crisis desde el Gobierno británico obtuvo representación en las elecciones europeas de 2009, con 2 escaños en el Parlamento Europeo.

## Polémica
En noviembre de 2008 se filtraron y fueron publicados en Internet los nombres, direcciones y teléfonos de todos los afiliados del BNP, e incluso nombres de menores de edad cuyos familiares militan en él.[cita requerida]

## Resultados electorales

BNP Elecciones generales del Reino Unido de 2010

### Elecciones al Parlamento Británico
| Comicios | # de votos | % de votos | Escaños |
| -------- | ---------- | ---------- | ------- |
| 1983     | 14 621     | 0,0%       | 0       |
| 1987     | 553        | 0,0%       | 0       |
| 1992     | 7 631      | 0,1%       | 0       |
| 1997     | 35 832     | 0,11%      | 0       |
| 2001     | 47 129     | 0,2%       | 0       |
| 2005     | 192 745    | 0,7%       | 0       |
| 2010     | 564 321    | 1,9%       | 0       |
| 2015     | 1 667      | 0,0%       | 0       |
| 2017     | 4 580      | 0,0%       | 0       |
| 2019     | 510        | 0,0%       | 0       |

### Elecciones al Parlamento Europeo
| Comicios | # de votos | % de votos | Escaños | +/- |
| -------- | ---------- | ---------- | ------- | --- |
| 1999     | 102 644    | 0,96%      | 0/87    |     |
| 2004     | 808 200    | 4,76%      | 0/78    |     |
| 2009     | 943 598    | 6,2%       | 2/72    | 2   |
| 2014     | 179 694    | 1,1%       | 0/73    | 2   |